# System R
IBM System R era un database management system sviluppato dall'IBM nel 1974. Il RDBMS prevedeva un interprete scritto in PL/I in grado di eseguire interrogazioni SQL.
Tra le persone che hanno contribuito allo sviluppo di System R figurano Donald Chamberlin, Ronald Fagin e Jim Gray.